# Bielsk (gemeente)
De gemeente Bielsk is een landgemeente in het Poolse woiwodschap Mazovië, in powiat Płocki.
De zetel van de gemeente is in Bielsk.
Op 30 juni 2004 telde de gemeente 8920 inwoners.

## Oppervlakte gegevens
In 2002 bedroeg de totale oppervlakte van gemeente Bielsk 125,53 km², waarvan:
- agrarisch gebied: 89%
- bossen: 4%

De gemeente beslaat 6,98% van de totale oppervlakte van de powiat.

## Demografie
Stand op 30 juni 2004:
| Omschrijving                   | Totaal | Totaal | Vrouwen | Vrouwen | Mannen | Mannen |
| ------------------------------ | ------ | ------ | ------- | ------- | ------ | ------ |
| eenheid                        | aantal | %      | aantal  | %       | aantal | %      |
| inwoners                       | 8920   | 100    | 4426    | 49,6    | 4494   | 50,4   |
| bevolkingsdichtheid (inw./km²) | 71,1   | 71,1   | 35,3    | 35,3    | 35,8   | 35,8   |

In 2002 bedroeg het gemiddelde inkomen per inwoner 1456,96 zł.

## Administratieve plaatsen (sołectwo)
Bielsk, Bolechowice, Cekanowo, Ciachcin, Dębsk, Drwały, Dziedzice, Gilino, Giżyno, Goślice, Jaroszewo Biskupie, Jaroszewo-Wieś, Jączewo, Józinek, Kędzierzyn, Kleniewo, Kłobie, Konary, Kuchary-Jeżewo, Leszczyn Księży, Leszczyn Szlachecki, Lubiejewo, Machcino, Niszczyce, Niszczyce-Pieńki, Rudowo, Sękowo, Smolino, Szewce, Śmiłowo, Tchórz, Tłubice, Ułtowo, Umienino, Zagroba, Zakrzewo, Zągoty, Żukowo.

## Overige plaatsen
Ciachcin Nowy, Machcinko, Pęszyno, Strusino.

## Aangrenzende gemeenten
Drobin, Gozdowo, Radzanowo, Stara Biała, Staroźreby, Zawidz